# Игор Јеличић
Игор Јеличић (Нови Сад, 28. фебруара 2000) српски је фудбалер који тренутно наступа за Кристијансунд.

## Статистика

### Клупска
Ажурирано 22. октобра 2023.
|                   |          |                  |    |   |   |   |   |   |   |   |     |   |  |  |
| Војводина         | 2017/18. | Суперлига Србије | 0  | 0 | 0 | 0 | — | — | — | — | 0   | 0 |  |  |
| Војводина         | 2018/19. | Суперлига Србије | 0  | 0 | 0 | 0 | — | — | — | — | 0   | 0 |  |  |
| Војводина         | 2019/20. | Суперлига Србије | 0  | 0 | 0 | 0 | — | — | — | — | 0   | 0 |  |  |
|                   |          |                  |    |   |   |   |   |   |   |   |     |   |  |  |
| Кабел (позајмица) | 2020/21. | Прва лига Србије | 29 | 1 | 1 | 0 | — | — | — | — | 30  | 1 |  |  |
|                   |          |                  |    |   |   |   |   |   |   |   |     |   |  |  |
| Војводина         | 2021/22. | Суперлига Србије | 30 | 0 | 4 | 0 | 1 | 0 | — | — | 35  | 0 |  |  |
| Војводина         | 2022/23. | Суперлига Србије | 28 | 0 | 2 | 0 | — | — | — | — | 30  | 0 |  |  |
| Војводина         | 2023/24. | Суперлига Србије | 4  | 0 | 0 | 0 | 2 | 0 | — | — | 6   | 0 |  |  |
| Војводина         | Укупно   | Укупно           | 62 | 0 | 6 | 0 | 3 | 0 | — | — | 71  | 0 |  |  |
|                   |          |                  |    |   |   |   |   |   |   |   |     |   |  |  |
| Каријера          | Каријера | Каријера         | 91 | 1 | 7 | 0 | 1 | 0 | — | — | 101 | 1 |  |  |
|                   |          |                  |    |   |   |   |   |   |   |   |     |   |  |  |

### Утакмице у дресу репрезентације
| Репрезентација Србије у узрасту до 15 година старости | Репрезентација Србије у узрасту до 15 година старости | Репрезентација Србије у узрасту до 15 година старости | Репрезентација Србије у узрасту до 15 година старости | Репрезентација Србије у узрасту до 15 година старости | Репрезентација Србије у узрасту до 15 година старости | Репрезентација Србије у узрасту до 15 година старости | Репрезентација Србије у узрасту до 15 година старости | Репрезентација Србије у узрасту до 15 година старости | Репрезентација Србије у узрасту до 15 година старости |
| #                                                     | Датум                                                 | Такмичење                                             | Локација                                              | Домаћин                                               | Резултат                                              | Гост                                                  | Гол                                                   | Реф.                                                  |                                                       |
| ----------------------------------------------------- | ----------------------------------------------------- | ----------------------------------------------------- | ----------------------------------------------------- | ----------------------------------------------------- | ----------------------------------------------------- | ----------------------------------------------------- | ----------------------------------------------------- | ----------------------------------------------------- | ----------------------------------------------------- |
| 1.                                                    | 9. децембар 2014.                                     | Пријатељска утакмица                                  | Стадион под Малим брдом, Петровац                     | Црна Гора                                             | 0 : 2                                                 | Србија                                                |                                                       | [ 14 ]                                                |                                                       |
| 2.                                                    | 11. децембар 2014.                                    | Пријатељска утакмица                                  | Стадион ФК Младост, Подгорица                         | Црна Гора                                             | 1 : 3                                                 | Србија                                                |                                                       | [ 15 ]                                                |                                                       |
| 3.                                                    | 11. фебруар 2015.                                     | Mеђунaрoдни турнир у Aнтaлији                         | Eмирхaн спoрт кoмплекс                                | Србија                                                | 1 : 1                                                 | Холандија                                             |                                                       | [ 16 ]                                                |                                                       |
| 4.                                                    | 14. фебруар 2015.                                     | Mеђунaрoдни турнир у Aнтaлији                         | Eмирхaн спoрт кoмплекс                                | Србија                                                | 1 : 0                                                 | Аустрија                                              |                                                       | [ 17 ]                                                |                                                       |
| 5.                                                    | 14. април 2015.                                       | Пријатељска утакмица                                  | Кућа фудбала, Стара Пазова                            | Србија                                                | 1 : 1                                                 | Чешка                                                 |                                                       | [ 18 ]                                                |                                                       |
| 6.                                                    | 16. април 2015.                                       | Пријатељска утакмица                                  | Кућа фудбала, Стара Пазова                            | Србија                                                | 3 : 3                                                 | Чешка                                                 |                                                       | [ 19 ]                                                |                                                       |
| 6                                                     | Укупан број утакмица и постигнутих погодака           | Укупан број утакмица и постигнутих погодака           | Укупан број утакмица и постигнутих погодака           | Укупан број утакмица и постигнутих погодака           | Укупан број утакмица и постигнутих погодака           | Укупан број утакмица и постигнутих погодака           | 0                                                     |                                                       |                                                       |

| Репрезентација Србије у узрасту до 17 година старости | Репрезентација Србије у узрасту до 17 година старости | Репрезентација Србије у узрасту до 17 година старости | Репрезентација Србије у узрасту до 17 година старости | Репрезентација Србије у узрасту до 17 година старости | Репрезентација Србије у узрасту до 17 година старости | Репрезентација Србије у узрасту до 17 година старости | Репрезентација Србије у узрасту до 17 година старости | Репрезентација Србије у узрасту до 17 година старости | Репрезентација Србије у узрасту до 17 година старости |
| #                                                     | Датум                                                 | Такмичење                                             | Локација                                              | Домаћин                                               | Резултат                                              | Гост                                                  | Гол                                                   | Реф.                                                  |                                                       |
| ----------------------------------------------------- | ----------------------------------------------------- | ----------------------------------------------------- | ----------------------------------------------------- | ----------------------------------------------------- | ----------------------------------------------------- | ----------------------------------------------------- | ----------------------------------------------------- | ----------------------------------------------------- | ----------------------------------------------------- |
| 1.                                                    | 26. јул 2016.                                         | Пријатељска утакмица                                  | Кућа фудбала, Стара Пазова                            | Србија                                                | 0 : 2                                                 | Казахстан                                             |                                                       | [ 20 ]                                                |                                                       |
| 2.                                                    | 30. јул 2016.                                         | Међународни турнир „Рацкеве”                          | Градски стадион, Српски Ковин                         | Чешка                                                 | 1 : 0                                                 | Србија                                                |                                                       | [ 21 ]                                                |                                                       |
| 3.                                                    | 1. август 2016.                                       | Међународни турнир „Рацкеве”                          | Градски стадион, Српски Ковин                         | Србија                                                | 1 : 2                                                 | Шкотска                                               |                                                       | [ 22 ]                                                |                                                       |
| 4.                                                    | 20. септембар 2016.                                   | Пријатељска утакмица                                  | Кућа фудбала, Стара Пазова                            | Србија                                                | 6 : 2                                                 | Белорусија                                            |                                                       | [ 23 ]                                                |                                                       |
| 5.                                                    | 20. септембар 2016.                                   | Пријатељска утакмица                                  | Кућа фудбала, Стара Пазова                            | Србија                                                | 1 : 0                                                 | Белорусија                                            |                                                       | [ 24 ]                                                |                                                       |
| 5                                                     | Укупан број утакмица и постигнутих погодака           | Укупан број утакмица и постигнутих погодака           | Укупан број утакмица и постигнутих погодака           | Укупан број утакмица и постигнутих погодака           | Укупан број утакмица и постигнутих погодака           | Укупан број утакмица и постигнутих погодака           | 0                                                     |                                                       |                                                       |

| Репрезентација Србије у узрасту до 19 година старости | Репрезентација Србије у узрасту до 19 година старости | Репрезентација Србије у узрасту до 19 година старости | Репрезентација Србије у узрасту до 19 година старости | Репрезентација Србије у узрасту до 19 година старости | Репрезентација Србије у узрасту до 19 година старости | Репрезентација Србије у узрасту до 19 година старости | Репрезентација Србије у узрасту до 19 година старости | Репрезентација Србије у узрасту до 19 година старости | Репрезентација Србије у узрасту до 19 година старости |
| #                                                     | Датум                                                 | Такмичење                                             | Локација                                              | Домаћин                                               | Резултат                                              | Гост                                                  | Гол                                                   | Реф.                                                  |                                                       |
| ----------------------------------------------------- | ----------------------------------------------------- | ----------------------------------------------------- | ----------------------------------------------------- | ----------------------------------------------------- | ----------------------------------------------------- | ----------------------------------------------------- | ----------------------------------------------------- | ----------------------------------------------------- | ----------------------------------------------------- |
| 1.                                                    | 10. септембар 2018.                                   | Меморијални турнир „Стеван Вилотић Ћеле”              | Стадион крај Сомборске капије, Суботица               | Србија                                                | 1 : 1                                                 | Израел                                                |                                                       | [ 25 ]                                                |                                                       |
| 2.                                                    | 13. септембар 2018.                                   | Пријатељска утакмица                                  | Кућа фудбала, Стара Пазова                            | Србија                                                | 2 : 0                                                 | Индија                                                |                                                       | [ 26 ]                                                |                                                       |
| 3.                                                    | 11. октобар 2018.                                     | Пријатељска утакмица                                  | Кућа фудбала, Стара Пазова                            | Србија                                                | 0 : 0                                                 | Русија                                                |                                                       | [ 27 ]                                                |                                                       |
| 4.                                                    | 17. новембар 2018.                                    | Квалификације за Европско првенство                   | Стадион Овал, Белфаст                                 | Северна Ирска                                         | 1 : 3                                                 | Србија                                                |                                                       | [ 28 ]                                                |                                                       |
| 5.                                                    | 12. фебруар 2019.                                     | Пријатељска утакмица                                  | Стадион у Поречу                                      | Хрватска                                              | 0 : 0                                                 | Србија                                                |                                                       | [ 29 ]                                                |                                                       |
| 6.                                                    | 14. фебруар 2019.                                     | Пријатељска утакмица                                  | Стадион Плава лагуна, Пореч                           | Хрватска                                              | 1 : 0                                                 | Србија                                                |                                                       | [ 30 ]                                                |                                                       |
| 7.                                                    | 26. фебруар 2019.                                     | Пријатељска утакмица                                  | Кућа фудбала, Стара Пазова                            | Србија                                                | 0 : 1                                                 | Словенија                                             |                                                       | [ 31 ]                                                |                                                       |
| 8.                                                    | 28. фебруар 2019.                                     | Пријатељска утакмица                                  | Кућа фудбала, Стара Пазова                            | Србија                                                | 2 : 0                                                 | Словенија                                             |                                                       | [ 32 ]                                                |                                                       |
| 9.                                                    | 20. март 2019.                                        | Квалификације за Европско првенство                   | Стадион у Калдијеру                                   | Украјина                                              | 2 : 2                                                 | Србија                                                |                                                       | [ 33 ]                                                |                                                       |
| 10.                                                   | 23. март 2019.                                        | Квалификације за Европско првенство                   | Стадион Одерцо                                        | Србија                                                | 0 : 2                                                 | Белгија                                               |                                                       | [ 34 ]                                                |                                                       |
| 11.                                                   | 26. март 2019.                                        | Квалификације за Европско првенство                   | Стадион Еуганео, Падова                               | Србија                                                | 0 : 2                                                 | Италија                                               |                                                       | [ 35 ]                                                |                                                       |
| 11                                                    | Укупан број утакмица и постигнутих погодака           | Укупан број утакмица и постигнутих погодака           | Укупан број утакмица и постигнутих погодака           | Укупан број утакмица и постигнутих погодака           | Укупан број утакмица и постигнутих погодака           | Укупан број утакмица и постигнутих погодака           | Укупан број утакмица и постигнутих погодака           | 0                                                     |                                                       |